# Louis Boïeldieu
Pour les articles homonymes, voir Boïeldieu.
Adrien Louis Victor Boïeldieu, né à Paris le 3 novembre 1815 et mort à Quincy (Cher) le 9 juillet 1883, est un compositeur français, fils de François-Adrien Boïeldieu et Antoinette Lemonnier.

## Biographie
On lui doit plus de 270 compositions pour des chansons, des danses, de la musique de scène et des œuvres classiques. 